# Pères de l'Église
 (décembre 2020).
Si vous disposez d'ouvrages ou d'articles de référence ou si vous connaissez des sites web de qualité traitant du thème abordé ici, merci de compléter l'article en donnant les références utiles à sa vérifiabilité et en les liant à la section « Notes et références ».

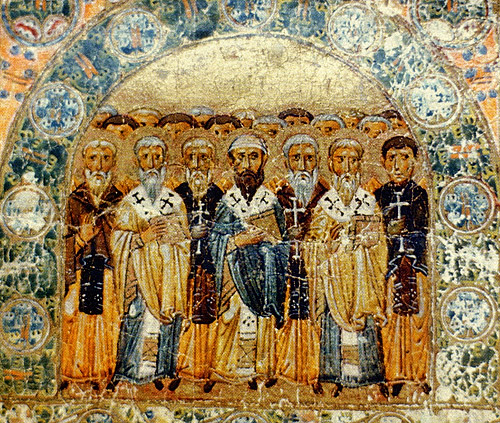
Les Pères de l'Église, miniature du XIe siècle, de la Rus' de Kiev.

Les pères de l'Église sont, selon l'historiographie moderne et depuis le XVIe siècle, des auteurs ecclésiastiques dont les écrits (appelés littérature patristique), les actes et l'exemple moral ont contribué à établir et à défendre de multiples aspects de la théologie chrétienne et à édifier les premières structures stables de l'Église. Ceux-ci restent « modelés jusqu'à ce jour par l’exégèse patristique ».
La période historique au cours de laquelle ils ont travaillé s'étend approximativement de la fin du Ier au milieu du VIIIe siècle, plus particulièrement aux IVe et Ve siècles, depuis l'admission du christianisme dans l'Empire romain jusqu'à son statut d'Église d'État. Il s'agit souvent (mais non exclusivement) d'évêques.

## Définition

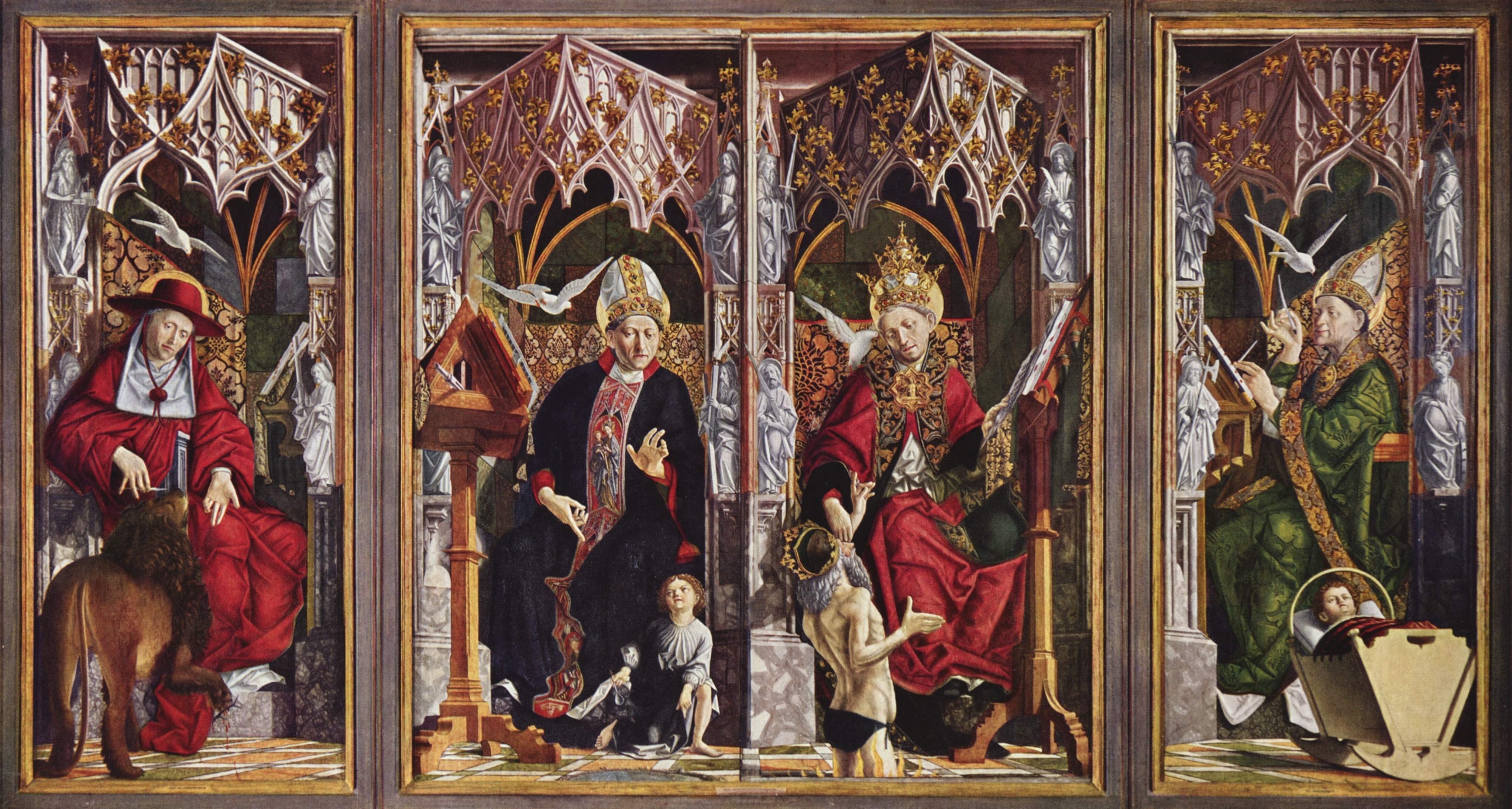
Michael Pacher, retable des quatre Pères de l'Église latine : Jérôme, Augustin, Grégoire, Ambroise. Vers 1471-1475.

Ceux que le théologien catholique Henri de Lubac appelle « nos pères dans la foi » sont des personnages qui satisfont selon lui à quatre exigences :
1. avoir appartenu à la période de l'Église primitive (avant le VIIIe siècle) avant que les auteurs scolastiques ne leur succèdent ;
2. avoir mené une sainte vie ;
3. avoir écrit une œuvre à caractère universel, complètement exempte d'erreurs doctrinales, et qui doit constituer une excellente défense de la doctrine chrétienne ou en être une illustration ;
4. avoir bénéficié de l'approbation de l'Église.

Cependant, si on prend les critères actuels qui font les Pères de l’Église, en tenant compte de la présence de Tertullien, Origène, Eusèbe de Césarée, qui sont des écrivains ecclésiastiques, et d'autres qui présentent des éléments douteux sur leur doctrine ou leurs mœurs, il faut satisfaire trois exigences pour être Père de l'Église :
1. avoir appartenu à la période de l'Église primitive (avant le VIIIe siècle) avant que les auteurs scolastiques leur succèdent ;
2. avoir écrit une œuvre exempte d'erreurs doctrinales portant sur le fondement de toute la foi (la divinité du Christ), et avoir apporté une pierre à l'édification de la doctrine de l’Église ; il peut y avoir eu des erreurs portant sur des aspects secondaires de la foi (même sur certains points plus techniques portant sur la Trinité ou le rapport entre les deux natures du Christ) ;
3. avoir bénéficié de l'approbation de l'Église sur certains points remarquables de sa doctrine. Il n'est pas nécessaire d'être approuvé sur la totalité de la doctrine (exemples : Jean Chrysostome qui est docteur de l’Église malgré son rejet de la pureté de la Vierge Marie, Irénée de Lyon et son millénarisme).

Les auteurs classés par l'Église chrétienne nicéenne comme « hérétiques », dont Arius ou Marcion, ou « schismatiques », tel que Novatien, ne font donc pas partie des Pères de l'Église, de même que certains poètes (comme Prudence) ou historiens (comme Grégoire de Tours), auteurs chrétiens d'ouvrages qui ne sont pas dogmatiques. Les fondements de la foi chrétienne nicéenne ont été établis grâce à des formations de ces Pères dans des écoles théologiques (celles d'Antioche ou d'Alexandrie).
Il existe plusieurs critères de classement des Pères de l'Église en particulier selon leur époque (apostoliques), la nature de leurs écrits (apologistes), le style de leur pensée (orientaux ou occidentaux, de l'école d'Alexandrie ou de celle d'Antioche), leur langue (latine, grecque ou syriaque), leur milieu de vie (l'empire chrétien).

## Position des Églises sur les Pères

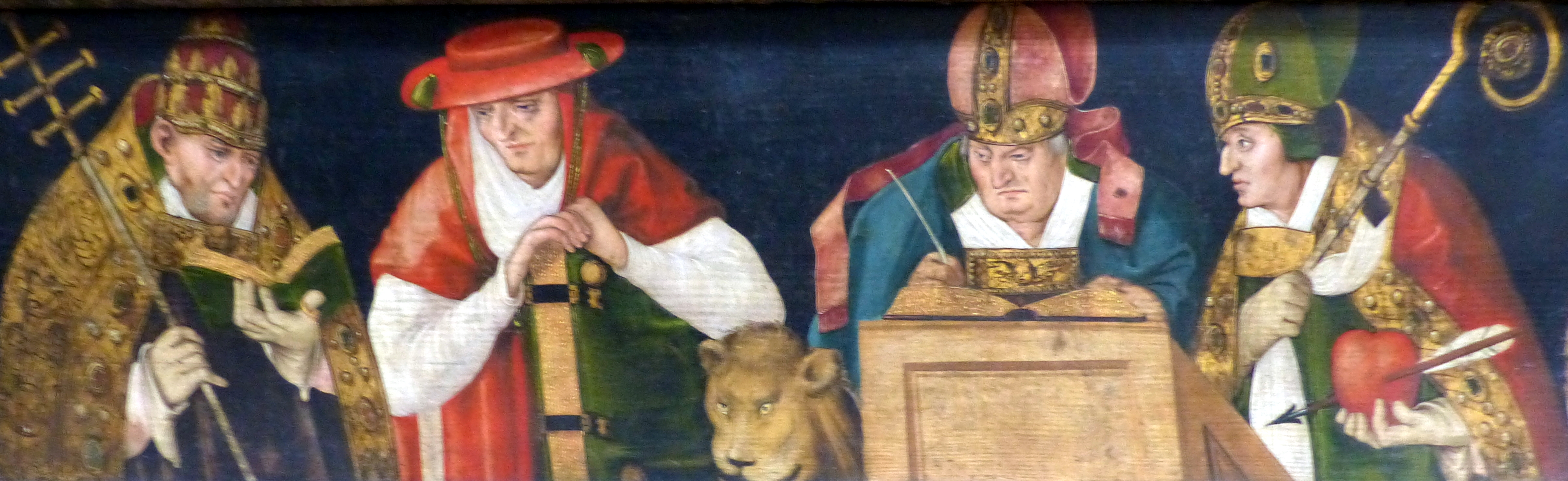
Les quatre Pères de l'Église latine, prédelle de l'autel de Saint-Paul (1521), cathédrale de Naumbourg.

Contrairement à la liste des Docteurs de l'Église, celle des Pères de l'Église n'est pas « officiellement » établie par les Églises.
L'Église catholique tend à délimiter chronologiquement une « période patristique » et à considérer Jean Damascène et Isidore de Séville comme les derniers Pères.
L'Église orthodoxe, au contraire, estime que cette qualification ne suppose pas obligatoirement l'antiquité. Elle estime de plus qu'un Père n'est pas forcément un écrivain. Elle a tendance à considérer comme Pères de l'Église les Pères du désert et les grands instituteurs de la vie monastique car leur travail d'ascèse de direction spirituelle est éminemment doctrinal.

## Les Pères anténicéens (jusqu'en 325)

### Les Pères duIIesiècle
Les apologètes
- Aristide d'Athènes (mort v. 130/140)
- Justin de Naplouse (mort en 165)
- Athénagoras d'Athènes (né v. 180)
- Tatien le Syrien - Disciple de Justin (av. 155 - ap. 172)
- Méliton de Sardes (né v. 160/170)
- Théophile d'Antioche (né v. 180)
- l'auteur de l'Épître à Diognète (entre 140 et 200)

La littérature anti-hérétique
- Irénée de Lyon - Docteur de l'Église, évêque de Lyon (v. 120-208)
- Hippolyte de Rome (v. 170 - v. 235)

### Les Pères duIIIesiècle
Pères grecs
- Origène (185 - 254) (n'a pas fait l'objet du consensus ecclésiastique)
- Clément d'Alexandrie (vers 150 - vers 220)
- Denys d'Alexandrie (mort en 264/265)
- Pierre d'Alexandrie (mort en 311)
- Méthode d'Olympe

Pères latins
- Tertullien (vers 155 - après 220) (n'a pas fait l'objet du consensus ecclésiastique)
- Minucius Félix (né vers 200)
- Cyprien de Carthage (vers 200-258) ; saint fêté le 16 septembre
- Lactance (vers 260 – vers 325), appelé aussi le Cicéron chrétien.

## L'âge patristique (325-451)

### Pères opposés à l'arianisme
- Eustathe d'Antioche (230-327 ou 330)
- Cyrille de Jérusalem - Docteur de l'Église (mort en 387)
- Alexandre d'Alexandrie (mort en 328)
- Athanase d'Alexandrie - Docteur de l'Église (v. 296-373)
- Didyme l'Aveugle (313-398)
- Hilaire de Poitiers (315-367) - Docteur de l'Église
- Marius Victorinus (mort apr. 362)
- Ambroise de Milan - Docteur de l'Église (339-394)

### Pères cappadociens et Jean Chrysostome
- Basile de Césarée ou Basile le Grand - Docteur de l'Église (330-379)
- Grégoire de Nazianze le Théologien - Docteur de l'Église (329-390)
- Grégoire de Nysse le Mystique (335-394)
- Jean Chrysostome - Docteur de l'Église, patriarche de Constantinople (345-407)
- Jean Cassien (360-435)

### Autres pères:2e,3eet4econciles(Vesiècle)
Pères grecs
- Cyrille d'Alexandrie - Docteur de l'Église, le « sceau des Pères » (v. 380-444)
- Épiphane de Salamine (mort en 403), répertoire des hérésies.

Pères latins
- Jérôme de Stridon - Docteur de l'Église (v. 347-420)
- Ambroise de Milan, Docteur de l'Église, évêque (v. 340-397)
- Augustin d'Hippone - Docteur de l'Église, évêque (354-430)

- Vincent de Lérins, (mort vers 445-450)
- Prosper d'Aquitaine, (v. 390-463)
- Patrick d'Irlande, (mort vers 460)
- Paulin de Nole, (v. 353-431)

Pères syriens
- Éphrem le Syriaque, docteur de l'église (mort en 379),
- Diodore de Tarse (mort av. 394)
- Théodoret de Cyr (mort v. 466)

## Les Pères de tradition chalcédonienne (après 451)
Pères grecs antérieurs à la crise iconoclaste
- le Pseudo-Denys l'Aréopagite (fin Ve siècle).
- Sophrone de Jérusalem (mort en 644), patriarche.
- Maxime le Confesseur - moine byzantin, théologien mystique (v. 580-662).

Pères grecs défenseurs des saintes images
- Germain Ier de Constantinople (mort en 740).
- Jean Damascène (v. 675-749), Docteur de l'Église.
- Théodore Studite (mort en 826).

Pères latins
- Eucher de Lyon (mort en 449/455 ?)
- Boèce - le Philosophe (480 - 524)
- Grégoire le Grand - pape et Docteur de l'Église (v. 540-604)
- Isidore de Séville - Docteur de l'Église (v. 560-636)
- Fulgence de Ruspe (mort v.527)

- Coelius Sedulius (activité v. 425-450)
- Césaire d'Arles (v. 462-542)

## Pères propres à une seule confession
Pères propres à l'Église orthodoxe
- Photios Ier de Constantinople (820-891).
- Théophylacte d'Ohrid (XIIe siècle)
- Grégoire Palamas (XIVe siècle).
- Marc d'Éphèse (XVe siècle).

Pères propres aux Églises non chalcédoniennes
- Sévère d'Antioche (456-538)
- Jacques de Saroug (vers 450 - vers 521)
- Jacques d'Édesse (vers 633-708)

Pères propres à l'Église de l'Orient 
- Théodore de Mopsueste (mort en 428)
- Narsaï (av. 437-503)

## Intérêt de l'étude des Pères
Une instruction sur l'Étude des Pères de l'Église dans la formations sacerdotale, publiée en 1989 par la Congrégation pour l'éducation catholique, propose plusieurs raisons à cultiver la patristique :
- la conscience qu'il y a chez les Pères « quelque chose de singulier, d'unique et de perpétuellement valable, qui continue de vivre et résiste à la fugacité du temps », accompagnant ainsi l'histoire de la théologie et la construction des dogmes,
- l'analogie au regard du climat culturel : « Comme à ce moment-là, aujourd'hui encore un monde passe, tandis qu''un autre est en train de naître »,
- enfin leur vitalité, « l'aliment solide et la source sûre d'inspiration » qu'ils représentent en termes de pastorale.

## Représentations
L'iconographie chrétienne représente ensemble :
- les quatre pères latins qui ont été proclamés docteurs de l'Église en 1295 par le pape Boniface VIII : Ambroise (340–397), Jérôme (347–420), Augustin (354–430) et Grégoire (540–604),
- les quatre pères grecs : Athanase d'Alexandrie, Basile de Césarée, Grégoire de Nazianze et Jean Chrysostome.